# Drijfmest-arrest
Het arrest Drijfmest, ook wel het Zijpe-arrest genoemd (HR 21 oktober 2003, NJ 2006/328) is een arrest van de Nederlandse Hoge Raad dat van belang is voor de strafrechtelijke aansprakelijkheid en daderschap van een rechtspersoon.

## Casus
De verdachte in deze zaak is een rechtspersoon. Deze beheert in opdracht van A BV een stuk grond in Groote Keeten (gemeente Zijpe), dat eigendom is van A BV. Feitelijk wordt de grond evenwel beheerd door een natuurlijk persoon, die in loondienst is bij A BV. Op de grond wordt drijfmest aangetroffen. De verdachte wordt ten laste gelegd dat zij dierlijke meststoffen heeft gebruikt op de grond.

## Rechtsvraag
Kan de verdachte als beheerster van de grond in casu worden aangemerkt als dader van een strafbaar feit? (Nee)

## Procesgang
De raadsman van verdachte voert aan dat de verdachte niet als dader aangemerkt kan worden, omdat zij als beheerster niet weet wie de mest heeft gebruikt op haar land. Evenmin heeft ze iemand toestemming gegeven. Volgens het hof behoort het rechtens tot de taak van de beheerster van de grond om ervoor te waken dat de landerijen worden beheerd overeenkomstig de wettelijke voorschriften. Bovendien blijkt volgens het hof niet dat de verdachte alle maatregelen heeft genomen om het dumpen van drijfmest door derden te voorkomen.

### Hoge Raad
De Hoge Raad oordeelt:

3.3. Blijkens de wetsgeschiedenis kan een rechtspersoon (in de zin van art. 51 Sr) worden aangemerkt als dader van een strafbaar feit indien de desbetreffende gedraging redelijkerwijs aan hem kan worden toegerekend. (...)
3.4. Vervolgens rijst de vraag wanneer een (verboden) gedraging in redelijkheid aan een rechtspersoon kan worden toegerekend.
Het antwoord op die vraag is afhankelijk van de concrete omstandigheden van het geval, waartoe mede behoort de aard van de (verboden) gedraging. Een algemene regel laat zich dus bezwaarlijk formuleren. Een belangrijk oriëntatiepunt bij de toerekening is nochtans of de gedraging heeft plaatsgevonden dan wel is verricht in de sfeer van de rechtspersoon. Een dergelijke gedraging kan in beginsel worden toegerekend aan de rechtspersoon.

Van een gedraging in de sfeer van de rechtspersoon zal sprake kunnen zijn indien zich een of meer van de navolgende omstandigheden voordoen:
- het gaat om een handelen of nalaten van iemand die hetzij uit hoofde van een dienstbetrekking hetzij uit anderen hoofde werkzaam is ten behoeve van de rechtspersoon,
- de gedraging past in de normale bedrijfsvoering van de rechtspersoon,
- de gedraging is de rechtspersoon dienstig geweest in het door hem uitgeoefende bedrijf,
- de rechtspersoon vermocht erover te beschikken of de gedraging al dan niet zou plaatsvinden en zodanig of vergelijkbaar gedrag werd blijkens de feitelijke gang van zaken door de rechtspersoon aanvaard of placht te worden aanvaard. Onder bedoeld aanvaarden is mede begrepen het niet betrachten van de zorg die in redelijkheid van de rechtspersoon kon worden gevergd met het oog op de voorkoming van de gedraging. Daarbij verdient opmerking dat laatstbedoelde (...) 'ijzerdraadcriteria' weliswaar zijn ontwikkeld met het oog op het functionele daderschap van een natuurlijke persoon (...), maar dat zij in voorkomende gevallen tevens kunnen fungeren als maatstaven voor de toerekening van een gedraging van een natuurlijk persoon aan een rechtspersoon.

3.5. Opmerking verdient dat het in 3.4 overwogene slechts betrekking heeft op de rechtspersoon kan worden aangemerkt als dader van de hem tenlastegelegde gedraging, dus ongeacht of het een overtreding dan wel een misdrijf betreft. Los daarvan staat de beoordeling van de aanwezigheid van bestanddelen als opzet of schuld indien het een misdrijf betreft. (...)

4.6. 's Hofs oordeel dat de (...) gedraging (het gebruiken –dus op of in de bodem brengen– van dierlijke meststoffen) redelijkerwijs aan de verdachte kan worden toegerekend, is niet naar de eis der wet met redenen omkleed. De bewijsmiddelen en hetgeen het hof daarnaast nog heeft vastgesteld (...) bieden onvoldoende steun voor dat oordeel, in aanmerking genomen dat het hof niet heeft vastgesteld welke taken en bevoegdheden het aan de verdachte opgedragen beheer inhielden, gelet op de relatie tussen haar en de eigenares en opdrachtgeefster A BV en de bij laatstgenoemde BV in dienst zijnde 'feitelijk beheerder' betrokkene 1.

De Hoge Raad vernietigt om deze reden de bestreden uitspraak en verwijst de zaak terug naar de Economische Kamer van het Hof te 's-Gravenhage. Het Hof had verdachte niet mogen veroordelen zonder dat eerst was vastgesteld of de verboden gedraging binnen de sfeer van de rechtspersoon lag. Daartoe had vastgesteld moeten worden welke taken en bevoegdheden de verdachte had.

## Belang
Het Drijfmest-arrest is met name van belang wegens de criteria die in rechtsoverweging 3.4 gegeven worden voor de toerekening van een gedraging aan een rechtspersoon. Deze staan sedertdien bekend als de Drijfmestcriteria.